# Église Sainte-Anne-Saint-Philippe de Blieskastel
L’église Sainte-Anne-Saint-Philippe est une église paroissiale catholique à Blieskastel, dans le Land de Sarre. Elle fut auparavant une église abbatiale, l'église du couvent des franciscains.

## Histoire
Le comte impérial Franz Karl von der Leyen, qui déménagea sa résidence de Coblence à Blieskastel en 1773, réussit à convaincre les Frères mineurs récollets de la province de Cologne de fonder en 1775 un monastère avec une école latine attenante dans la ville résidentielle de Blieskastel. Le comte meurt en 1775, avant la construction de l'église. La première pierre de l'église du couvent franciscain est posée le 3 juin 1776 par sa veuve, la comtesse impériale Marianne von der Leyen.
Les plans sont élaborés par l'inspecteur en bâtiment du comte Peter Reheis. L'inspecteur en bâtiment Minder, remplacé par Reheis en 1776, participe aussi à la conception. Les sculptures sur pierre proviennent d'Emanuel Scholl et de ses assistants. Le 28 octobre 1778, l'église est dédiée à sainte Anne et de l'apôtre Philippe. Cependant, les travaux se poursuivent jusqu'en 1781. À la suite de la guerre de la première coalition, les moines sont expulsés et l'église est pillée, profanée et endommagée en 1793.
Comme tous les abbayes de la République française, le couvent franciscain de Blieskastel est supprimé par résolution du 9 juin 1802. En 1803, l'évêque de Trèves Charles Mannay, auquel appartenait alors le diocèse de Blieskastel, fait don de l'ancienne église du couvent franciscain à la paroisse de Blieskastel. La paroisse abandonne l'église Saint-Sébastien, plus ancienne et plus petite, ainsi que la nouvelle construction d'une église paroissiale sur la Luitpoldplatz, qui avait commencé en 1788, et utilise l'ancienne église franciscaine comme nouvelle église paroissiale. Le bâtiment conventuel immédiatement adjacent a diverses utilisations et sert de centre paroissial depuis 2003.
Des restaurations ont lieu de 1803 à 1809, 1911 et 1955 à 1958.
À partir de 2000, l'église est entièrement rénovée en plusieurs phases de construction. Au total, huit phases de construction sont prévues. Les travaux s'achèvent en 2014 avec la rénovation de l'orgue. Afin de réunir les ressources financières nécessaires aux travaux de rénovation, une association fut fondée.

## Architecture

### Intérieur
L'intérieur de l'église est richement structuré par des doubles pilastres aux forts entablements. Au-dessus de la structure en pilastres qui entoure tout l’intérieur se trouve un creux circonférentiel qui mène à un plafond plat. Le verre des vitraux de l'église n'est pas peint et crée ainsi un espace lumineux et inondé de lumière.
En 1810, l'autel, la chaire et l'orgue de l'ancienne église paroissiale Saint-Sébastien sont transférés à l'église, car l'ameublement intérieur fut perdu lors des guerres de coalition. Le banc de communion, les fonts baptismaux, la statue de la Vierge Marie sur l'autel latéral gauche et le relief de Noël à l'entrée proviennent probablement aussi de l'église Saint-Sébastien.
Les deux autels latéraux sont offerts par le père franciscain Petrus Franz Ignaz Hoeller, décédé en 1814, et sont construits en 1816. Ils présentent des caractéristiques à la fois baroques et classiques. Jusqu'en 1829, la pietà Notre-Dame aux flèches (de) du XIVe siècle se dressait sur l'autel marial, qui se trouve aujourd'hui dans la chapelle Sainte-Croix, qui fait partie du complexe monastique de Blieskastel. La statue de la Vierge Marie, qui se trouve aujourd'hui dans une niche de l'autel, est une figure baroque de 1721. Sur l'autre autel latéral, l'autel de Saint-Sébastien, se trouve depuis 1960 une figure de Saint Sébastien, créée vers 1720 dans la région de Wurtzbourg.
Le maître-autel, avec un tabernacle en bois doré, qui date probablement de l'époque de la construction de l'église, est de style rococo. Dans le cadre d'une refonte complète en 1911, l'autel reçoit une nouvelle sous-structure, utilisant du grès rouge pour la dalle de l'autel et du marbre pour les dalles de couverture des marches de l'autel. Au-dessus du maître-autel, sur le mur du fond du chœur, se trouve un groupe de crucifixion en bois sculpté datant de 1710, provenant de Wohlen en Suisse et acheté en 1960. Dans la partie droite du chœur se trouvait l'oratoire comtal, qui sert aujourd'hui de sacristie. Sur la clé de voûte de l'ancien oratoire se trouve une figure du Christ en bois, réalisée en Alsace au XVe siècle et offerte à l'église en 1964. L'oratoire comtal est la raison pour laquelle le nom "église du château" est devenu courant pour l'église du couvent franciscain.
Sous le chœur et la nef se trouve une crypte spacieuse avec un autel et un crucifix en grès de 1785. Un lieu de sépulture est aménagé ici pour la famille von der Leyen de Blieskastel. Outre les chambres funéraires des pères franciscains, la tombe du comte Franz Karl von der Leyen se trouve ici depuis 1784 et, depuis 1981, le sarcophage avec les restes de la comtesse impériale Marianne von der Leyen, décédée à Francfort-sur-le-Main en 1804. En 1981, la dépouille de la comtesse est transférée de l'église de Heusenstamm près d'Aschaffenburg à Blieskastel.
L'intérieur de l'église comprend également une peinture du plafond en deux parties. À l'origine, il n'y avait probablement pas de peinture au plafond. En 1879, le plafond est décoré pour la première fois et un grand lustre en cristal est suspendu au milieu de la nef. En 1913, on commence à planifier une peinture au plafond. En raison de la Première Guerre mondiale, la peinture ne peut commencer qu'en 1921, réalisée par le peintre Rudolf Schmalzl (Falkenstein/Haut-Palatinat). Un tableau intitulé La Victoire de la Croix au dernier jour est créé dans la nef principale, et un tableau ovale plus petit est créé dans le chœur au-dessus du maître-autel. Le toit de l'église ayant été gravement endommagé pendant la Seconde Guerre mondiale, les précipitations infiltrent le plafond de l'église, ce qui entraîne la destruction complète des peintures de Schmalzl. En août 1955, le peintre Richard Holzner (Munich) commence à créer de nouvelles peintures au plafond. Le tableau de la nef principale montre les événements du martyre de Saint-Sébastien, la Sainte Trinité et la découverte de la Sainte Croix par Sainte Hélène. Le plus petit tableau du chœur représente sainte Anne et sa fille Marie, la mère de Jésus.
Les tableaux du chemin de croix fixés sur les murs latéraux de la nef sont l'œuvre du peintre Oswald Voelkel, qui les réalise en 1924. Il s'agit de copies d'un chemin de croix du XVIIIe siècle qui se trouve dans l'église Saint-Antoine de Munich. En 1955, les tableaux sont restaurés par le peintre de Blieskastel Hans Dahlem. Les bancs d'église actuels sont achetés en 1909 et conçus sur le modèle des bancs d'église de Schwindkirchen (Haute-Bavière) par Rumetsch, alors conservateur du Musée de Kaiserslautern. Les confessionnaux apparaissent au début du XVIIIe siècle.

### Extérieure
L'église est intégrée à l'ensemble baroque de la Schloßbergstrasse. Il s'agit d'un bâtiment de salle avec une nef à cinq axes et un chœur polygonal en retrait. Le long côté nord du bâtiment de l'église, doté de six fenêtres, est structuré par des pilastres sur lesquels passe une poutre triglyphe, qui se poursuit sur la façade ouest. La façade occidentale, richement conçue, est caractérisée par des pilastres disposés dans un ordre colossal qui soutiennent un lourd entablement triglyphe. Au-dessus, il y a un plancher pignon avec des volutes d'angle. Le portail avec ses doubles colonnes toscanes, son architrave et son pignon triangulaire est conçu dans une architecture de temple classique stricte. Il y a une statue de Saint Sébastien dans une niche au niveau du pignon. À l'extrémité supérieure du pignon se trouvent les armoiries de la noble famille Leyen avec une couronne comtale et les armoiries de l'alliance Leyen-Dalberg. Contrairement à la façade occidentale richement conçue et au côté nord structurée, le côté sud du bâtiment de l'église est de conception très simple et ne comporte aucun élément structurel tel que des pilastres.
L'église est typique de l'ordre mendiant qui, entre autres, se caractérise par l'absence de clochers. Au lieu de cela, il y a deux tourelles de toit avec des capots en ardoise sur le toit à pignon. La tourelle de toit oriental a un dôme en oignon, la tourelle de toit derrière la pointe du pignon occidental a également un dôme en oignon à la base, qui, cependant, ne se rétrécit pas en pointe, mais est surélevé comme une cheminée et se termine par un plat, tonnelle sur laquelle est fixé un garde-corps circonférentiel. La tourelle du toit occidental a donc un contour bizarre, mais elle constitue en même temps un point de repère caractéristique dans le paysage urbain de Blieskastel.
Le bâtiment de l'église mesure environ 37,20 m de long et 16,30 m de large, le chœur mesurant environ 12,80 m de large.